# Charleroi Bouwmeester
 (janvier 2021).
 (janvier 2021).
La mise en forme du texte ne suit pas les recommandations de Wikipédia : il faut le « wikifier ».
Les points d'amélioration suivants sont les cas les plus fréquents. Le détail des points à revoir est peut-être précisé sur la page de discussion.
- Les titres sont pré-formatés par le logiciel. Ils ne sont ni en capitales, ni en gras.
- Le texte ne doit pas être écrit en capitales (les noms de famille non plus), ni en gras, ni en italique, ni en « petit »…
- Le gras n'est utilisé que pour surligner le titre de l'article dans l'introduction, une seule fois.
- L'italique est rarement utilisé : mots en langue étrangère, titres d'œuvres, noms de bateaux, etc.
- Les citations ne sont pas en italique mais en corps de texte normal. Elles sont entourées par des guillemets français : « et ».
- Les listes à puces sont à éviter, des paragraphes rédigés étant largement préférés. Les tableaux sont à réserver à la présentation de données structurées (résultats, etc.).
- Les appels de note de bas de page (petits chiffres en exposant, introduits par l'outil «  Source ») sont à placer entre la fin de phrase et le point final[comme ça].
- Les liens internes (vers d'autres articles de Wikipédia) sont à choisir avec parcimonie. Créez des liens vers des articles approfondissant le sujet. Les termes génériques sans rapport avec le sujet sont à éviter, ainsi que les répétitions de liens vers un même terme.
- Les liens externes sont à placer uniquement dans une section « Liens externes », à la fin de l'article. Ces liens sont à choisir avec parcimonie suivant les règles définies. Si un lien sert de source à l'article, son insertion dans le texte est à faire par les notes de bas de page.
- La présentation des références doit suivre les conventions bibliographiques. Il est recommandé d'utiliser les modèles {{Ouvrage}}, {{Chapitre}}, {{Article}}, {{Lien web}} et/ou {{Bibliographie}}. Le mode d'édition visuel peut mettre en forme automatiquement les références.
- Insérer une infobox (cadre d'informations à droite) n'est pas obligatoire pour parachever la mise en page.

Pour une aide détaillée, merci de consulter Aide:Wikification.
Si vous pensez que ces points ont été résolus, vous pouvez retirer ce bandeau et améliorer la mise en forme d'un autre article.
Un bouwmeester (maître-architecte) est un architecte indépendant qui, avec son équipe, veille au lancement et à la réalisation de grands projets architecturaux urbains. En Région Wallonne, la Ville de Charleroi crée le poste en 2013 et l’attribue à Georgios Maïllis, qui devient le premier bouwmeester en Wallonie. En 2018, il est réengagé pour un deuxième mandat.
L’objectif de Charleroi Bouwmeester est de concrétiser une vision globale du développement urbain de Charleroi, la reconstruction de la ville, par endroits sinistrée, le renouveau de toute la métropole et la réalisation de divers projets d’envergure et structurants pour la ville.

## Mission
Charleroi Bouwmeester – CB – est un bureau indépendant dont l’équipe conseille à la fois le Collège Communal et le Conseil Communal afin d’optimiser le développement urbain, paysagé et architectural de la ville et de la métropole. De nombreux projets importants ont donc été lancés.
En collaboration avec l’Administration Communale et tous les acteurs du renouveau de Charleroi, le CB développe une réflexion sur le développement de la ville, ainsi que sur les très nombreux projets spécifiques, présents et futurs.
Le Charleroi Bouwmeester assiste également la Ville de Charleroi dans les procédures des marchés publics et évalue les projets des grands opérateurs publics et privés.

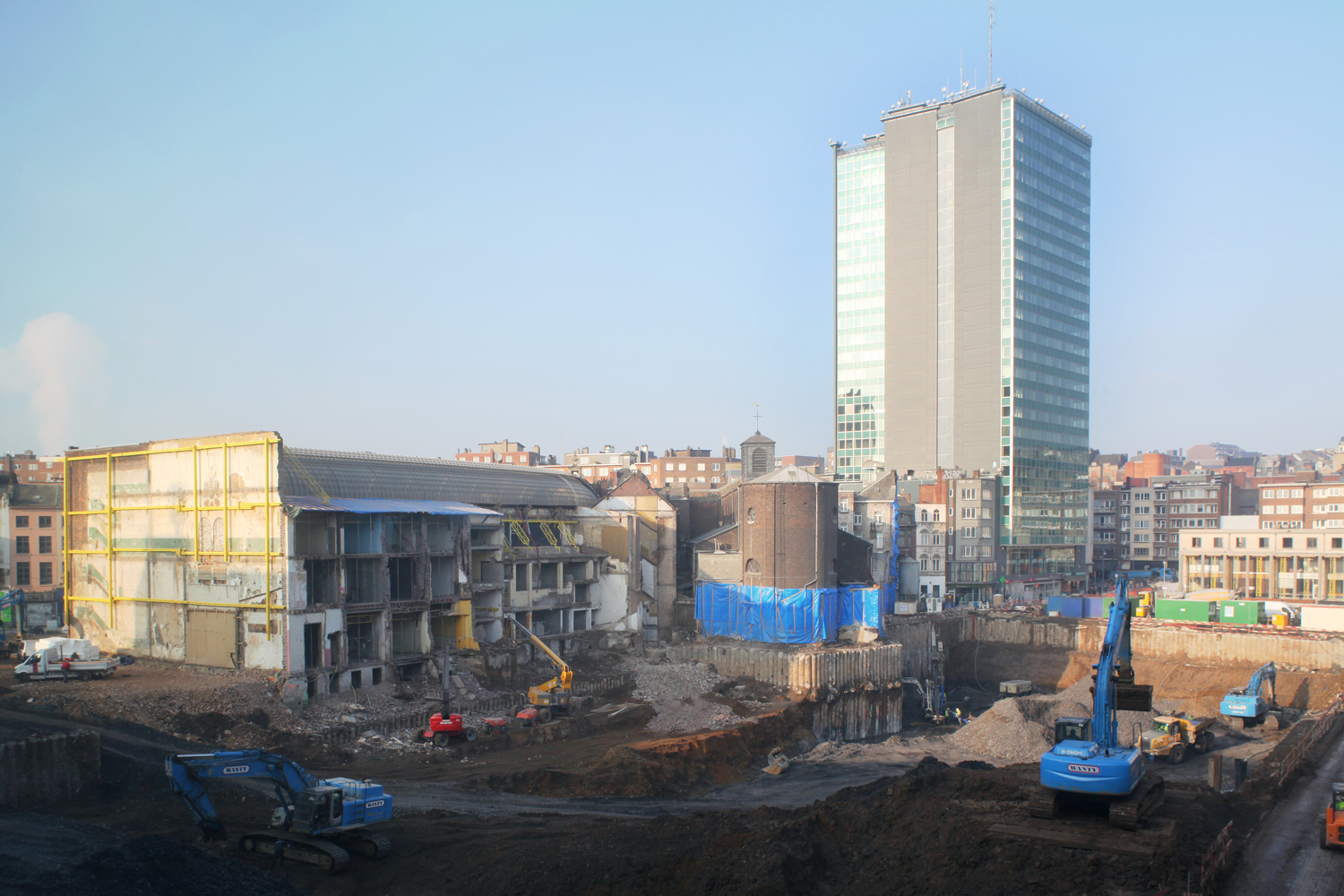
Rive Gauche : des travaux importants ont marqué le premier mandat de la cellule Charleroi Bouwmeester.

La cellule bouwmeester traite et suit, depuis sa création, des dizaines de dossiers touchant à la reconstruction - matérielle et immatérielle - de la ville.

## Mandats
Le mandat de bouwmeester est initié par l’autorité communale. Un appel à candidature, lancé à la demande de Paul Magnette, a désigné Georgios Maïllis en 2013. Celui-ci est reconduit en 2018 et en 2022 pour un troisième mandat jusqu'en 2026.
Les candidats répondent à un appel d’offres en proposant une vision architecturale et territoriale cohérente avec le projet de ville. Un jury délibère pour conseiller le collège communal, qui désigne le candidat le plus à même de mener cette mission. Le lauréat se voit accorder la mission pour une durée de 4 ans.

## Grands projets et réalisations

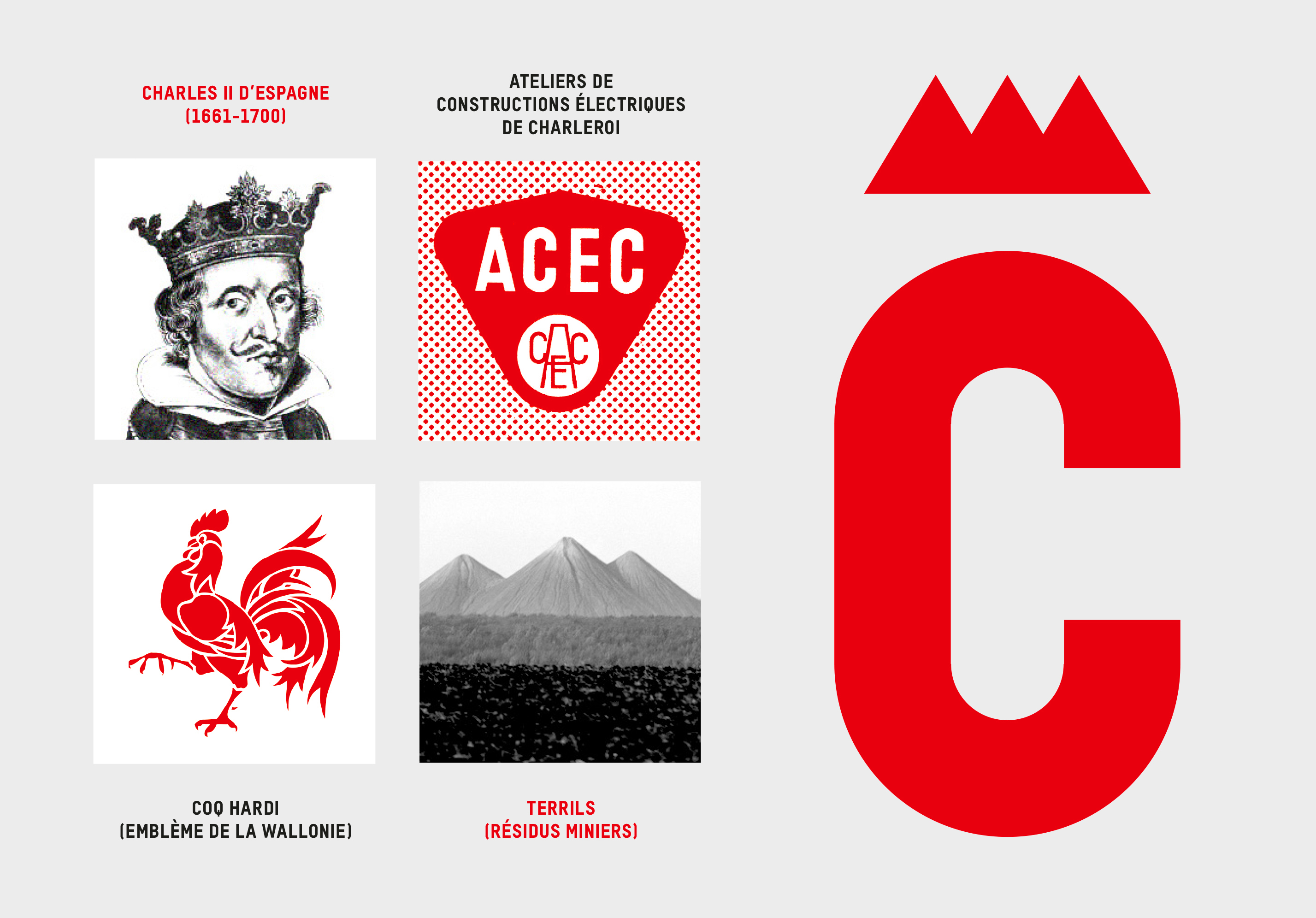
Le changement d'identité graphique fut une des priorités de Charleroi Bouwmeester.

- Nouvelle identité graphique de Charleroi : symbolisée par un nouveau logo initié dès février 2015 et présent dans toute la communication de la métropole. Le logo est constitué d’un « C » surmonté d’une couronne de trois triangles symbolisant aussi bien les terrils de la région, les sheds des usines, la couronne du roi, et la crête du coq wallon[6],[7].
- Le Master Plan Charleroi Sambre Ouest : il s’agit, en considérant la Sambre comme un élément essentiel, de préserver le paysage environnant, de renforcer la trame urbaine de Marchienne-au-Pont et de Monceau-sur-Sambre, de construire un nouveau stade ou encore de déployer un pôle économique agroalimentaire[8],[9].

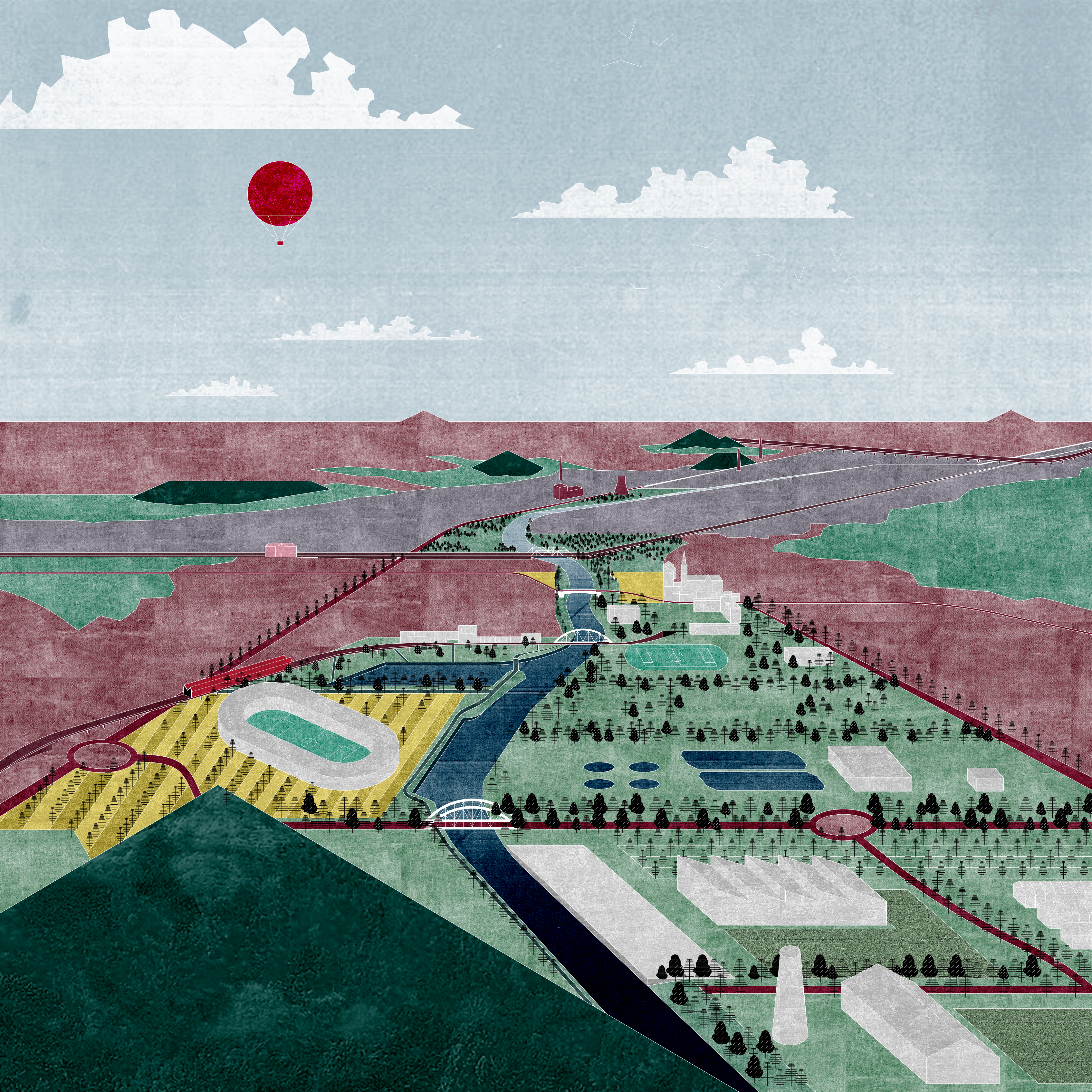
Le Masterplan Sambre-Ouest considère la Sambre comme élément porteur d'un projet ambitieux.

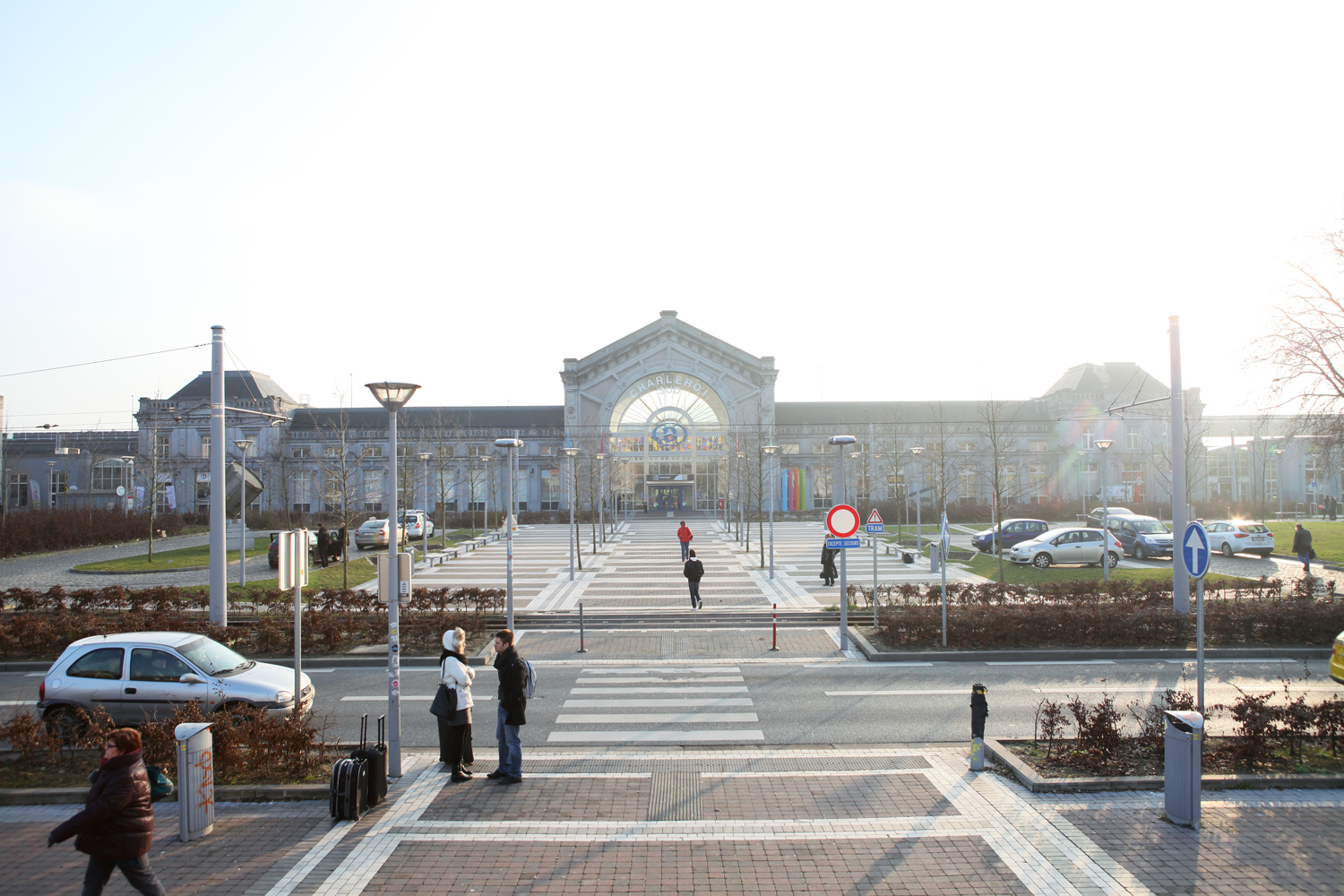
Tout le quartier de la Gare a été rénové, rendant le centre-ville plus attractif.

- Les rives de Charleroi : aménagement des espaces publics, offre de logements dans un contexte intergénérationnel, optimisation des espaces verts… Le quartier de la gare est tout spécialement renforcé grâce aux fonds Feder 2007-2013. Dans le cadre des projets Phenix, les quais de la rive gauche ont été refaçonnés en tenant compte de la présence de la Sambre comme élément essentiel du paysage urbain, tout comme les quais de la rive[10],[11].
- Charleroi Métropole : outre plusieurs publications « Charleroi Métropole, Un schéma stratégique », la démarche conçoit une vision globale et étendue de Charleroi. Après une transformation de la Ville-Basse, c’est la Ville-Haute qui vit d’importants travaux[12],[13]. Le terme désigne les 29 communes de toute l'agglomération de Charleroi et du sud Hainaut[14].

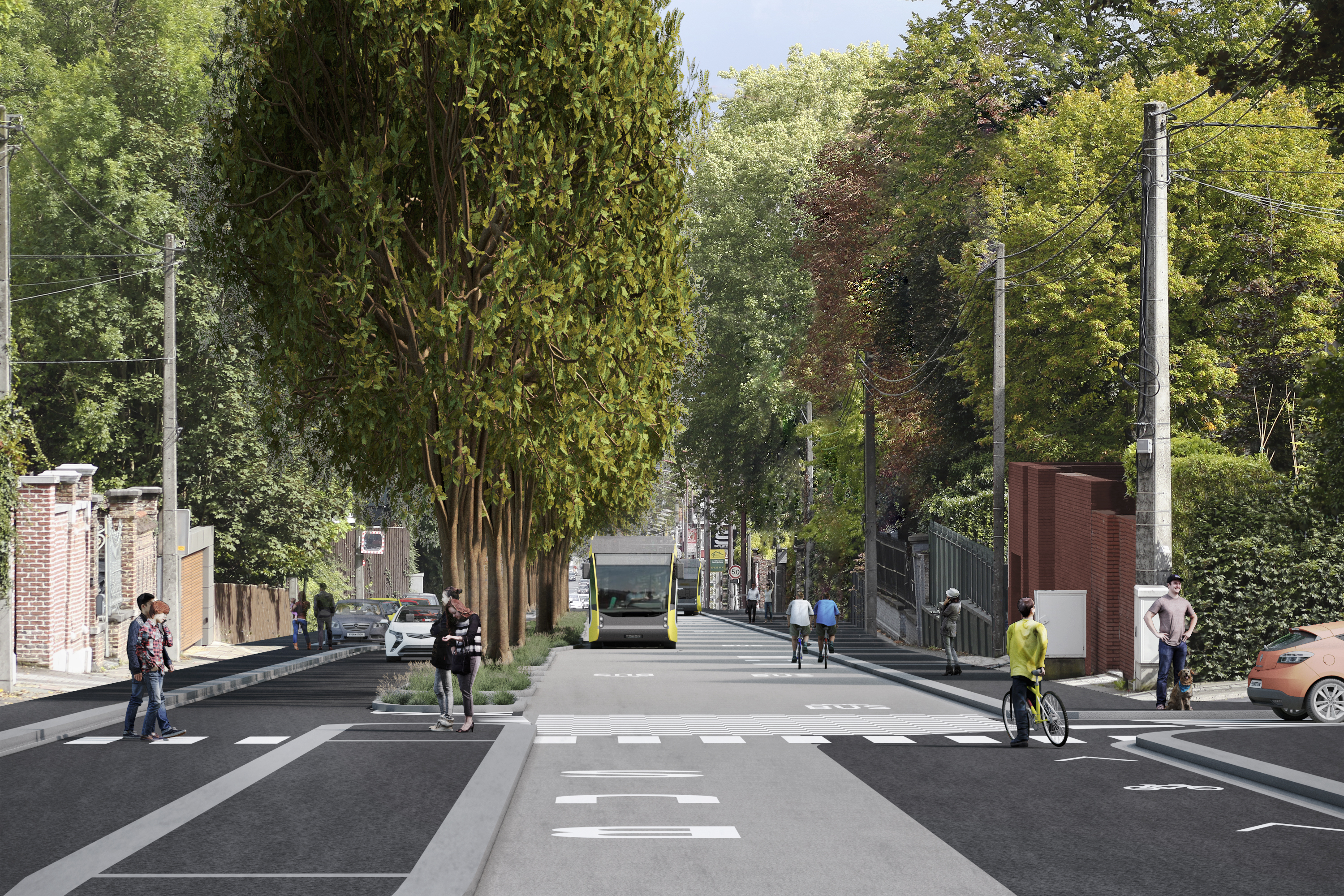
Le BHNS, bus à haut niveau de service, marque une étape dans le plan de mobilité.

- La ligne de bus à haut niveau de service BHNS : avec la transformation de la mobilité dans le sud de Charleroi, sur les axes N53 et N5[15].
- Dans le programme Europan 13[16], la place Jules Destrée à Gilly : c’est tout le centre urbain et la place Jules Destrée qui vont être totalement réaménagés[17],[18].

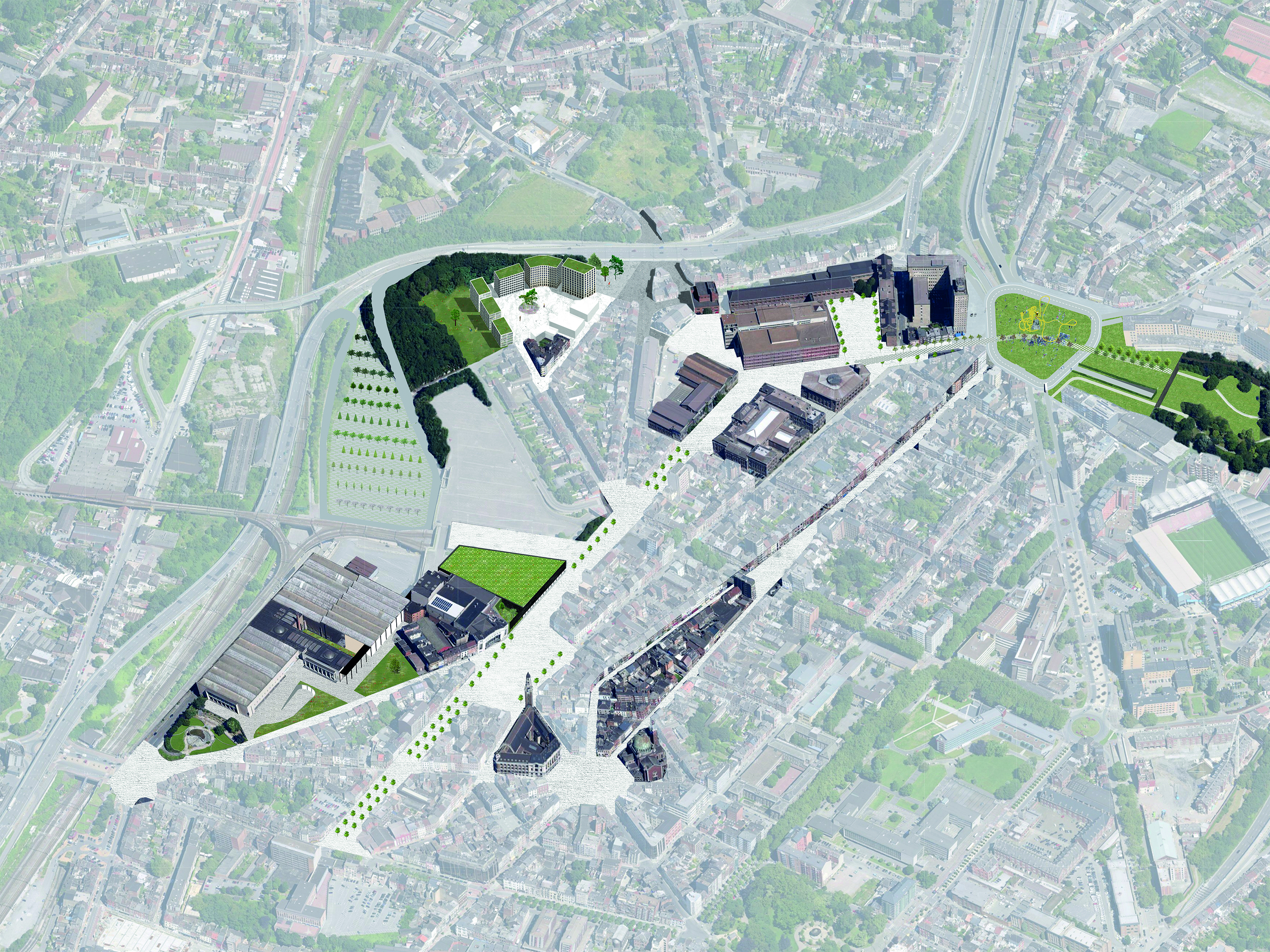
Charleroi District Créatif (Charleroi DC) pour une requalification urbaine du Nord-Ouest du Centre-Ville.

- Charleroi District Créatif (Charleroi DC) : un projet ambitieux de requalification urbaine du quadrant nord-ouest du centre-ville[19],[20].

- Jardin mémorial "Entre terre et ciel": À Marcinelle, le projet du jardin mémorial à la place de la maison de Marc Dutroux a été présenté le 2 avril 2021. Le bourgmestre Paul Magnette, la Ville de Charleroi et le bureau de Charleroi Bouwmeester proposent un travail de réhabilitation des lieux afin de redonner apaisement et lumière à un quartier marqué par la tragédie. Lors de l'arrestation de Marc Dutroux le 13 août 1995, une cache est découverte où les fillettes Julie et Mélissa ont été séquestrées et sont sans doute décédées. Sabine et Laetitia ont pu être libérées. Un espace surélevé, afin de ne pas détruire cette cache, est élaboré. Un arbre, entouré d'un muret, invitera au recueillement. Deux façades seront décorées par un plasticien contemporain. À l’intersection entre la rue Damzelles et l’avenue de Philippeville, le projet prévoit l’aménagement des rues et des abords du chemin de fer[21],[22]. « Le choix des arbres, arbustes, plantes et fleurs sera fait en sorte qu’il y ait de la couleur toute l’année. A gauche, le mur sera pourvu d’une alcôve dans laquelle les gens pourront déposer des fleurs ou des souvenirs. A droite, on installera le lampadaire de la rue en le dirigeant vers le jardin. Il était la seule lumière dans le quartier. » déclare Georgios Maïllis, Charleroi Bouwmeester[23],[24].

## Développement
À la suite de l'aboutissement et de la mise en chantier de nombreux projets urbanistiques, Charleroi voit son image radicalement changer depuis 5 ans. Selon les déclarations du Charleroi Bouwmeester, le désir de la Ville est notamment de ramener des habitants dans le centre-ville, longtemps déserté. Attirer à nouveau les jeunes qui avaient quitté la ville, les seniors, mais également les populations plus aisées souvent installées en périphérie, afin d’assurer une mixité sociale, redynamiser des quartiers en essayant de diminuer la fracture sociale très présente, séduire les investisseurs via des pôles attractifs comme le Left Side Business Park, tout en revalorisant l’architecture existante, souvent méprisée, font partie des missions affichées par le bureau de Georgios Maïllis,,.
Le deuxième mandat de Georgios Maïllis voit se concrétiser son désir d’installer Charleroi en tant que métropole, incluant 29 communes, afin d’asseoir un avenir commun territorial, économique et sociologique. Il relève que Charleroi, au contraire de bien d’autres villes, permet une densification tout en tenant compte de projets urbanistiques répondant aux exigences contemporaines, à commencer par une mobilité responsable passant par des transports en commun étendus. « Je refuse l’étalement urbain…. Il faut se poser systématiquement la question de la rénovation. Je peux très bien m’opposer à la démolition d’un bâtiment et tant pis s’il ne s’y passe rien durant 10 ans. Le temps des villes est différent du temps humain.»

## Récompenses
En février 2018, Georgios Maïllis et son équipe ont reçu le Belgian Building Award, récompensant le travail de transformation et de reconstruction entrepris à Charleroi,. 

## Publications
- (fr + en) Georgios Maïllis, Ville de Charleroi, 2015, 3e éd., 318p  (ISBN 978-2-9601783-0-2)
- (fr + en) Georgios Maïllis, Ville de Charleroi, 2018, 4e éd., 297p  (ISBN 978-2-9601783-1-9)